# Vuelve (chanson)
Albums de Ricky Martin
Dónde estarás
(1997) La copa de la vida
(1998)
Clip vidéo
[vidéo] « Vuelve », sur YouTube
Vuelve est une chanson du chanteur portoricain Ricky Martin extraite de son quatrième album studio, Vuelve, paru en février 1998. Elle a également été publiée en single.
Aux États-Unis et en Amérique latine, la chanson est sortie en single en janvier, avant la sortie de l'album. Elle a débuté à la 5e place du classement Hot Latin Songs du magazine américain Billboard dans la semaine du 14 février 1997 et a atteint la 1re place dans la semaine du 28 février.
La chanson a également été utilisée comme chanson d'ouverture de la télésérie mexicaine Sin ti (en) diffusée sur le Canal de las Estrellas depuis le 8 décembre 1997.